# Susanne Granitsch
Susanne Renate Granitsch (Viena, 21 de maio de 1869 - Viena, 2 de dezembro de 1946) foi uma pintora austríaca.